# Fife
Fife [faɪf] (gälisch Fìobha) ist eine von 32 Council Areas in Schottland. Sie befindet sich zwischen den Meeresarmen Firth of Tay und Firth of Forth. Von 1975 bis 1996 war Fife eine schottische Region.

## Geschichte
Bereits im ausgehenden 11. Jahrhundert soll Æthelred, ein jüngerer Sohn des schottischen Königs Malcolm III., den Titel eines Earl of Fife getragen haben, der anschließend an die Familie MacDuff überging. Mit dem Tode des 9. Earl erbte ihn im Jahre 1353 dessen Tochter Isabella. Diese übergab 1371 den Titel an ihren Schwager Robert, einen Sohn von König Robert II. Mit der Hinrichtung von Roberts Sohn Murdoch 1425 erlosch der Titel. 1567 erhob Königin Maria Stuart ihren Favoriten und dritten Ehemann James Hepburn, den 4. Earl of Bothwell, zum Marquess of Fife, doch ging dieser im Verlaufe der innerschottischen Auseinandersetzungen schon Ende desselben Jahres dieses und seiner anderen Titel verlustig. Im Jahre 1759 wurde ein Mitglied der nunmehrigen Familie Duff zum Earl of Fife ernannt. Der 6. Earl wurde im Zuge seiner Heirat mit der ältesten Tochter des späteren Königs Edward VII. 1889/1900 zum Duke of Fife erhoben; bei seinem Tode 1912 erbte diesen Titel seine Tochter Alexandra Victoria, die 1913 ein anderes Mitglied der Königsfamilie, Prince Arthur of Connaught, heiratete, der vor ihr starb. Mit ihrem Tode 1959 ging der Titel des 3. Duke of Fife an ihren Neffen George Alexander Bannerman Carnegie über.

## Verwaltung
Im Laufe seiner Geschichte erfuhr Fife kaum Gebietsänderungen, sondern hauptsächlich Änderungen seines verwaltungstechnischen Status. Fife ist eine der 34 traditionellen Grafschaften und 35 Lieutenancy Areas Schottlands. Ab 1889 war es eine Verwaltungsgrafschaft, ab 1975 eine Region und ist seit 1996 eine Council Area. Von 1975 bis 1996 war Fife in die drei Districts Dunfermline, Kirkcaldy und North-East Fife eingeteilt.
1996 wurden die Regionen und Districts in Schottland abgeschafft und durch 32 Council Areas ersetzt. Die drei Districts der Region Fife wurden aufgelöst und aus der ganzen Region wurde die Council Area Fife gebildet. Verwaltungssitz von Fife ist seit 1975 Glenrothes, die größte Stadt ist jedoch Kirkcaldy. Vor 1975 war die Hauptstadt Cupar.

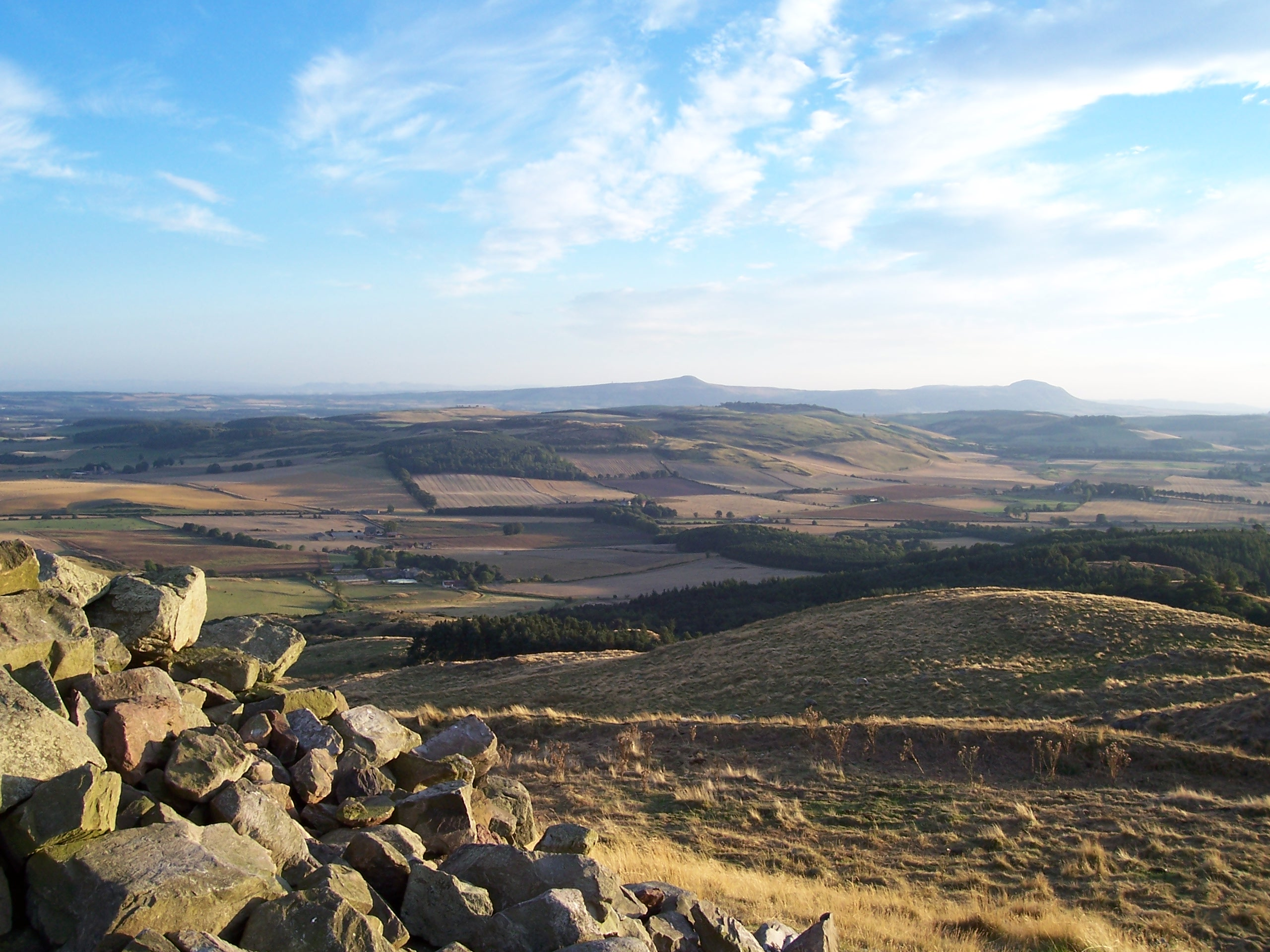
Landschaft in Fife

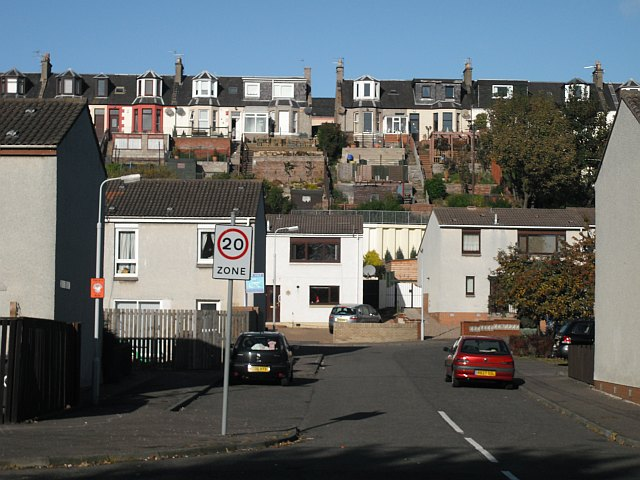
Methil

## Orte
- Aberdour
- Anstruther
- Auchtermuchty
- Balfarg
- Balmerino
- Balmullo
- Boarhills
- Bow of Fife
- Burntisland
- Buckhaven
- Cardenden
- Carnbee
- Ceres
- Crosshill
- Colinsburgh
- Cowdenbeath
- Crail
- Crossford
- Culross
- Cupar
- Dairsie
- Dalgety Bay
- Dunfermline
- Dunino
- Dysart
- Elie and Earlsferry
- Falkland
- Gateside
- Glenrothes
- Guardbridge
- Inverkeithing
- Kelty
- Kennoway
- Kilmany
- Kilrenny
- Kincardine
- Kinghorn
- Kinglassie
- Kingsbarns
- Kingskettle
- Kirkcaldy
- Ladybank
- Leuchars
- Leven
- Limekilns
- Lochgelly
- Lochore
- Lower Largo
- Lundin Links
- Markinch
- Methil
- Newburgh
- Newport-on-Tay
- North Queensferry
- Oakley
- Pittenweem
- Rosyth
- St Andrews
- Stratheden
- Strathmiglo
- Tayport
- Thornton
- Windygates
- Wormit

## Sehenswürdigkeiten

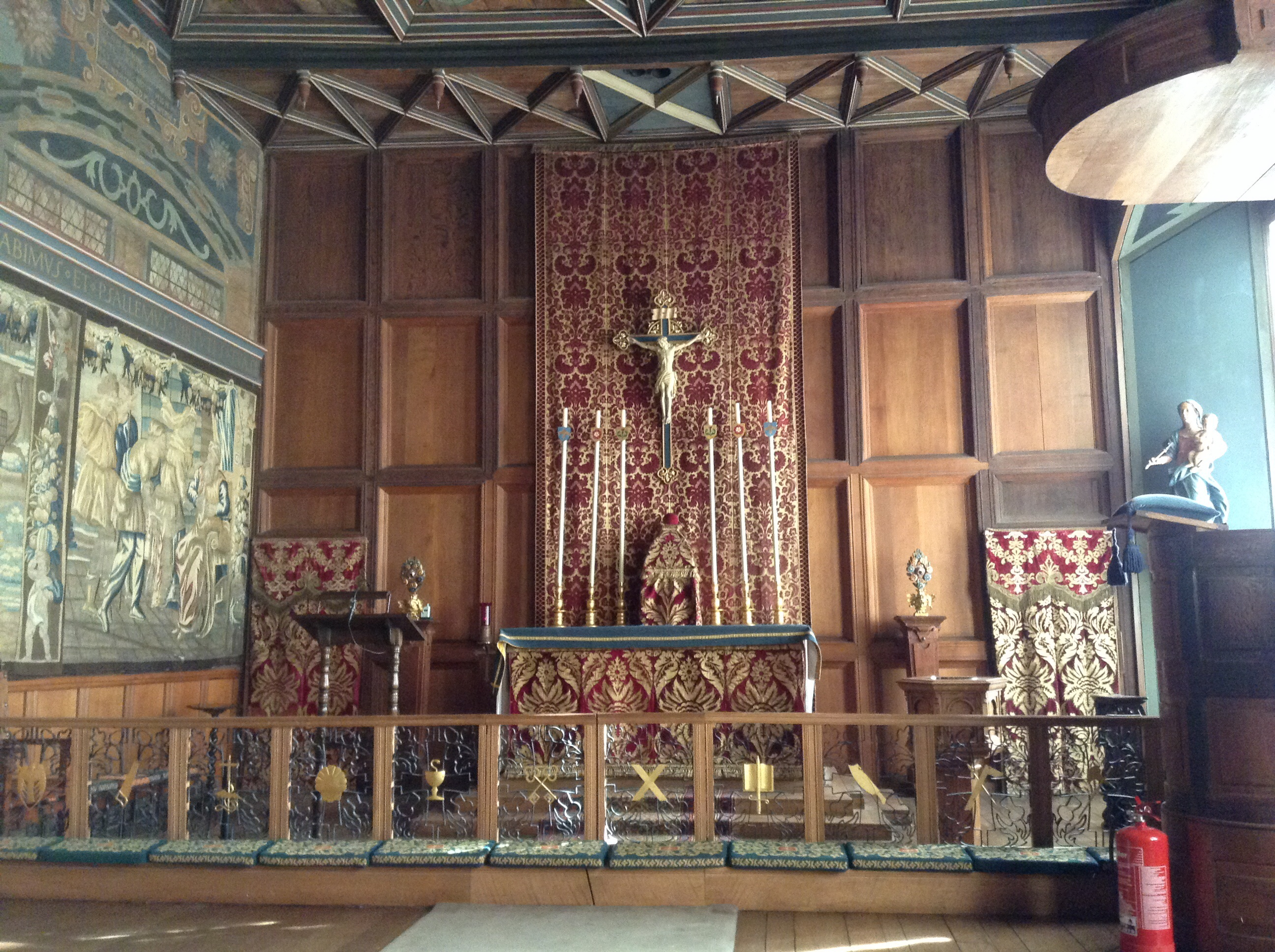
Chapel Royal im Falkland Palace

- Abdie Church
- Balmerino Abbey
- Crawford Priory
- Dogton Stone
- Dunfermline Abbey
- Falkland Palace
- Fife Coastal Path
- Fife Folk Museum
- Lundin Links
- Norman’s Law
- Scotstarvit Tower
- Scottish Fisheries Museum
- St Andrews Botanic Gardens
- Tay Rail Bridge
- Tay Road Bridge
- Museum von St. Vigeans

## Politik
Der Council von Fife umfasste 2017 75 Sitze, die sich wie folgt auf die Parteien verteilten:
| Partei                  | Sitze |
| ----------------------- | ----- |
| Scottish National Party | 29    |
| Scottish Labour         | 24    |
| Scottish Conservatives  | 15    |
| Liberal Democrats       | 7     |

## Bekannte Personen aus Fife
- Alexander Selkirk (1676–1721), Seefahrer und Abenteurer, * in Lower Largo
- Adam Smith (1723–1790), Moralphilosoph, Aufklärer, gilt als Begründer der klassischen Nationalökonomie, * in Kirkcaldy
- John Leslie (1766–1832), Mathematiker und Physiker, * in Largo
- Thomas Chalmers (1780–1847), reformierter Theologe, Schriftsteller und Begründer der Freien Kirche Schottlands, * bei Anstruther-Easter
- John McDouall Stuart (1815–1866), Geometer und Entdeckungsreisender, * in Dysart
- Andrew Carnegie (1835–1919),  US-amerikanischer Industrieller, * in Dunfermline
- John McGarrity (1925–2006), Fußballtorhüter
- Ian Armit (1929–1992), Blues- und Jazzpianist
- Tom Nairn (1932–2023), Politologe und nationalistischer Ideologe, * in Freuchie
- Jim Clark (1936–1968), Formel-1-Rennfahrer, * in Kilmany
- Jackie Leven (1950–2011), Singer, Songwriter, * in Kirkcaldy
- Iain Banks (1954–2013), Schriftsteller, * in Dunfermline
- John Burnside (1955–2024), Schriftsteller, * in Dunfermline
- Ian Rankin (* 1960), Schriftsteller, * in Cardenden
- Dougray Scott (* 1965), Schauspieler, * in Glenrothes
- Drew Pearce (* 1975), Drehbuchautor, Filmregisseur und Filmproduzent
- Darren Watson (* 2003), Fußballspieler, * in Fife